# Impôt sur le revenu (France)
 (novembre 2021).
Pour les articles homonymes, voir IR.
Pour un article plus général, voir Impôt sur le revenu.
En France, l'impôt sur le revenu (IR) est un impôt direct créé par la loi de finances du 15 juillet 1914 et mis en place en 1916.
Initialement appelé « impôt général sur le revenu », il avait pour but de moderniser le système fiscal de l'État, à financer les efforts de guerre et la reconstruction de la France en pleine Première Guerre mondiale. Il subit de nombreuses modifications par la suite, comme en 1926 pour compenser la suppression de l'impôt sur les portes et fenêtres ou en 1945 avec l'introduction du quotient familial.
Il prend le nom d'impôt sur le revenu des personnes physiques (IRPP) en 1949, puis son nom actuel d'impôt sur le revenu (IR) en 1971, par opposition à l'impôt sur le revenu des personnes morales (IRPM), devenu l'impôt sur les sociétés (IS).
L'impôt sur le revenu est calculé et recouvré par la direction générale des Finances publiques (DGFiP) depuis 2008. En 2023, il est la deuxième source budgétaire de l'État (88,6 milliards d'euros de recettes), après la taxe sur la valeur ajoutée (95,2 milliards d'euros) et avant l'impôt sur les sociétés (56,8 milliards).

## Historique

### Premier prélèvement à la source sous Louis XIV
Une première tentative d'impôt universel sur le revenu, le dixième, est mis en place par le contrôleur général Nicolas Desmarets entre 1710 et 1717 afin de financer la Guerre de Succession d'Espagne que mène Louis XIV, et qui a donc besoin de liquidités. Il se fonde sur une déclaration des biens possédés par les contribuables en particulier les biens fonciers. Pour les revenus versés par l'État sous forme de rentes ou de gages pour les officiers, on procède pour la première fois de l'histoire à un prélèvement à la source d'une valeur de 10 %[source insuffisante]. Ce prélèvement à la source est d'abord effectué par les particuliers pour le compte de l'État : les propriétaires sont invités à déduire le dixième des rentes qu'ils servaient à leurs créanciers ; puis deux déclarations royales (27 décembre 1710 et 3 janvier 1711) mettent en place les procédures du prélèvement à la source par l'État : 10 % des gages, des pensions et même des rentes constituées (titres de la dette publique) sont retenues au Trésor royal avant leur versement aux bénéficiaires ordinaires. Dès les premiers mois de 1711, quelques millions de livres sont disponibles pour alimenter la préparation de la campagne militaire du printemps.

### Intronisation tardive
Charles Staehling, ancien membre de la chambre de commerce de Strasbourg, propose en 1876 un projet de loi nommé « l'impôt sur les revenus » : « l'impôt le plus rationnel que l'on puisse imaginer puisqu'il repose entièrement sur les revenus annuels de toute espèce ».
L'intronisation d'un impôt effectif sur le revenu se fait tardivement en France : en 1914. En Grande-Bretagne, l'impôt progressif sur les différents revenus de chaque contribuable est adopté depuis 1842. En Allemagne, un impôt progressif sur le revenu de chaque ménage existe depuis 1893.
Alors même qu'après la guerre de 1870, la France est condamnée par l'Allemagne à effectuer le paiement de l'indemnité de guerre, d'un montant de cinq milliards de francs-or, Adolphe Thiers, en 1871 à la tribune de l'Assemblée nationale, n'hésite pas à dénoncer « cet impôt de discorde, de partisans, essentiellement arbitraire et atroce ». Ce rejet est bien accueilli à la Bourse de Paris, où le cours de la rente d'État monte à 58,45 en novembre alors qu'il était tombé à 50 pendant le siège de Paris. Revers de cette décision, le paiement de l'indemnité de guerre donne lieu aux plus vastes opérations de change que le monde eût connu jusqu'alors. Un nouveau projet d'impôt sur le revenu apparaît en 1890, pour faire face à l'endettement public, promu par Paul Peytral. Il n'aboutit pas, en raison de nombreux obstacles politiques. Pourtant au même moment est créé un impôt sur le revenu des valeurs mobilières. Le sujet refait surface en 1893, au moment du krach des mines d'or, qui avait été précédé par une intense spéculation, mais sans aboutir non plus.
Bien qu'il n'en soit pas l'auteur direct, on attribue généralement la paternité de l'impôt sur le revenu en France à Joseph Caillaux, ministre des finances soucieux d'orthodoxie budgétaire et donc du respect du principe d'équilibre, étranger aux préoccupations de redistribution. Il dépose en ce sens le 7 février 1907, au moment où se développe la révolte des vignerons qui se plaignent notamment de leur contribution foncière trop élevée et souhaitent une meilleure répartition fiscale, un projet de loi instituant sur l'impôt sur le revenu. Ce projet prévoit :
- une série d'impôts proportionnels et indépendants pour chaque catégorie de revenu sur le modèle de l'income tax britannique ;
- un impôt progressif sur le revenu global sur le modèle de l'Einkommensteuer allemand.

Les socialistes soutiennent l'établissement d'un impôt sur le revenu individuel et progressif mais entendent le substituer au système d'imposition des « quatre vieilles » (contribution financière, personnelle mobilière, patentes, et portes et fenêtres), système jugé inégalitaire puisqu'il n'est pas indexé sur le niveau de revenu de chaque citoyen. Le projet est vigoureusement combattu par les principaux journaux (Le Temps, Le Matin, Le Figaro). Adopté par la Chambre des députés le 9 mars 1909, mais bloqué par le Sénat conservateur, le projet Caillaux n'est finalement voté que le 3 juillet 1914 par la Haute Assemblée dans le cadre de l'effort de guerre, après avoir été largement allégé par la majorité conservatrice qui représente les agriculteurs et les classes moyennes de l'industrie et du commerce résolument hostiles à toute forme d'impôt sur le revenu[réf. souhaitée]. Le président de la République Raymond Poincaré obtient de la majorité parlementaire, hostile à la guerre, qu'elle renonce à abroger la loi de juillet 1913 prolongeant le service militaire à trois ans contre l'adoption de l'impôt sur le revenu, qui est voté par l'Assemblée nationale le 15 juillet 1914. Entre-temps, Joseph Caillaux s'éleve avec vigueur contre la tentative d'autres députés de mettre en place un impôt spécifique sur le capital. En désaccord, selon le ministère des finances, la création de l'impôt sur le revenu ferait suite à la réforme de l'imposition foncière et serait sans aucun lien avec l'effort de guerre, ce dernier faisant l'objet de services publics gratuits pour les militaires (postes), d'une dévaluation de la monnaie et d'émission de bons du trésor pour moderniser le système fiscal de l'État.

Propagande du comité central d'études et de défense fiscale contre l'impôt sur le revenu. Université de Caen
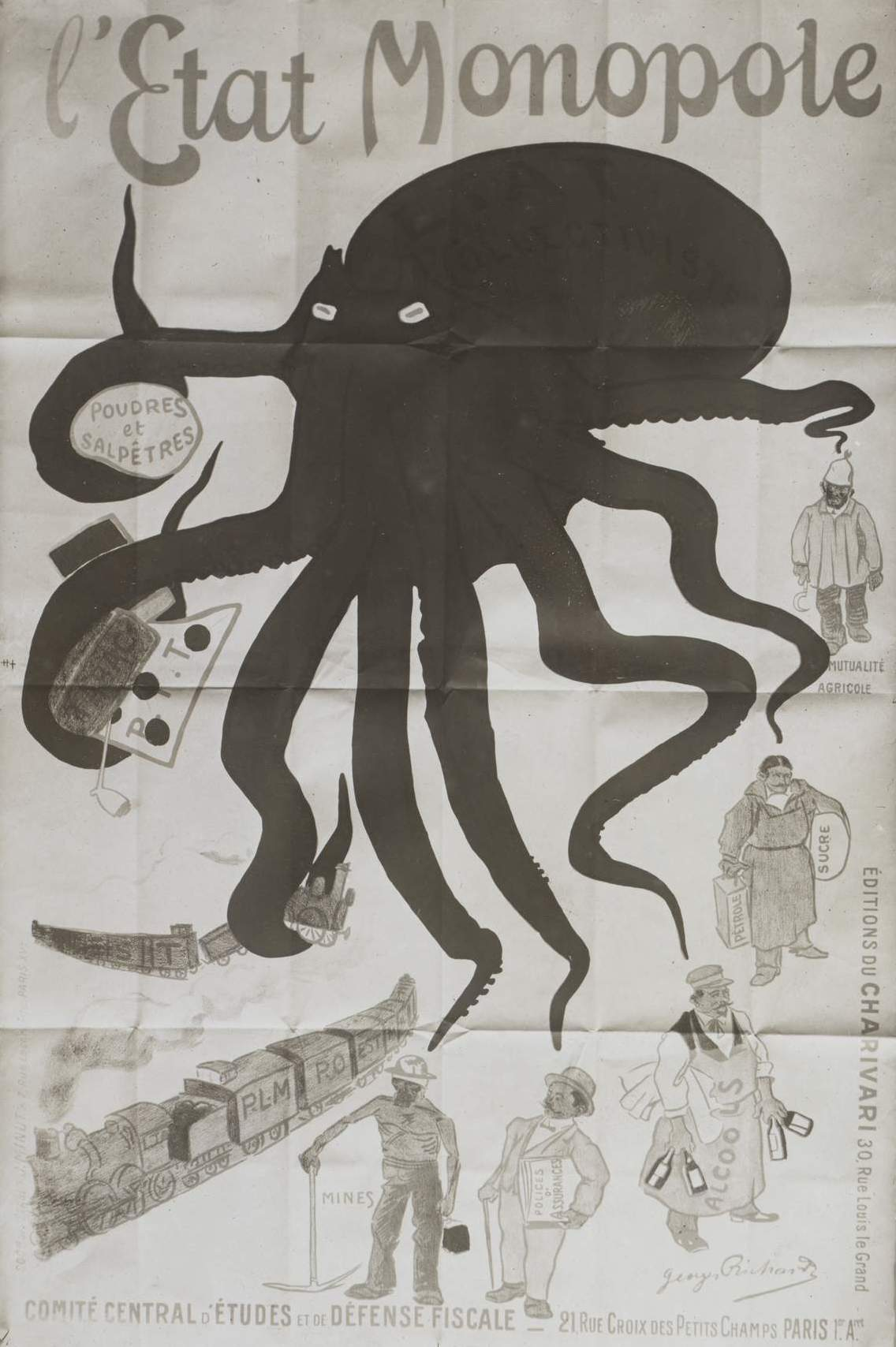
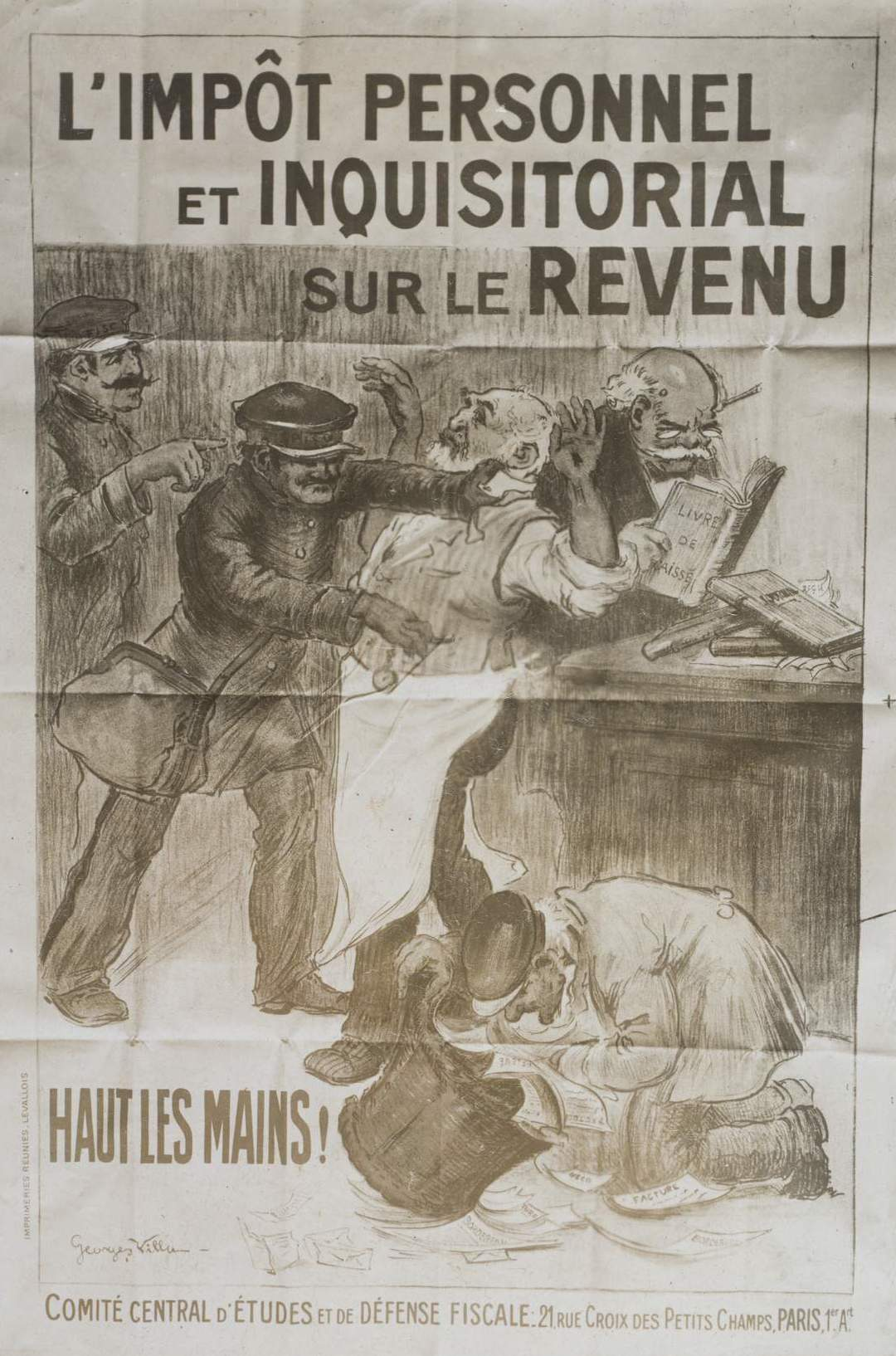
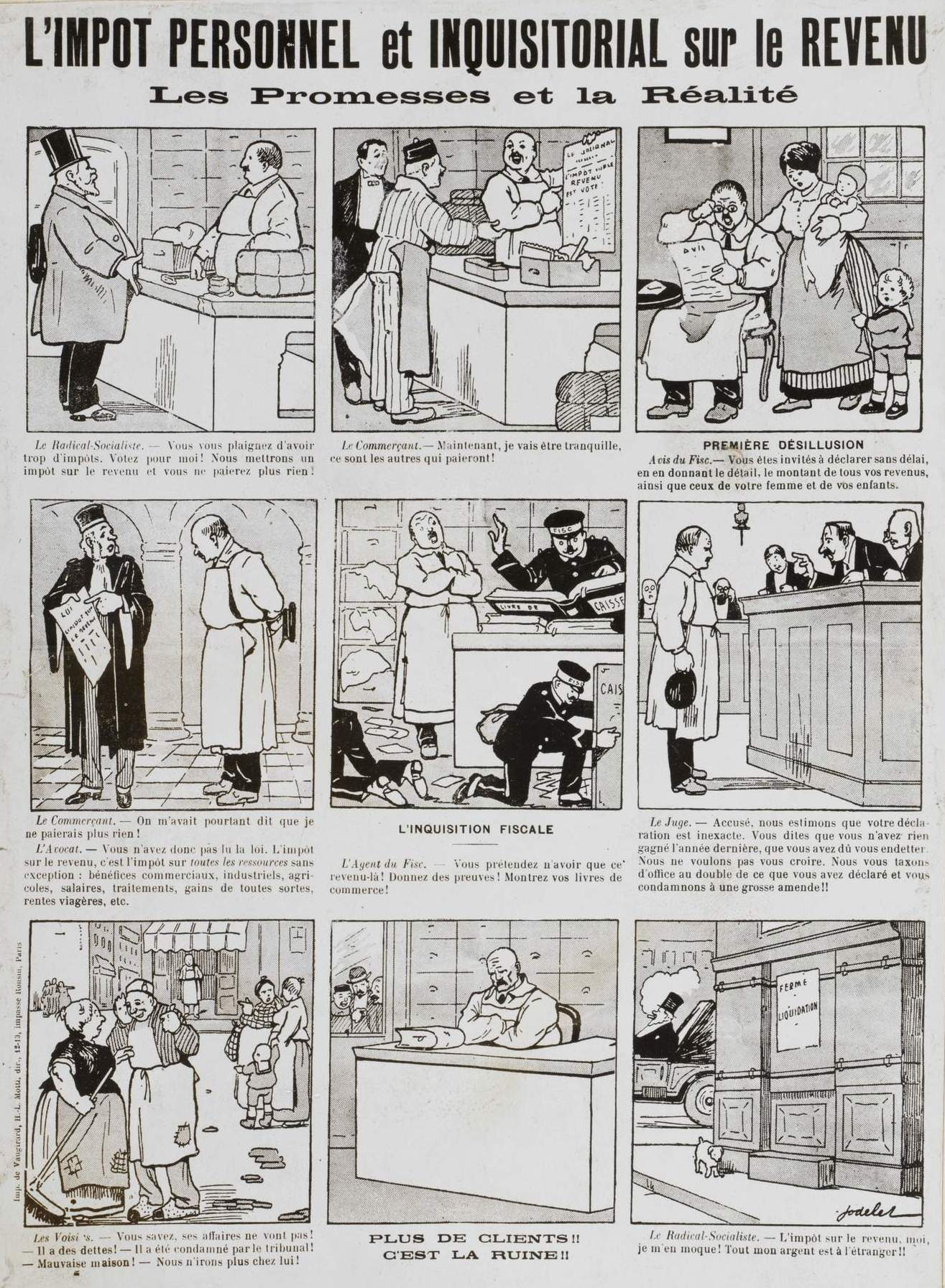
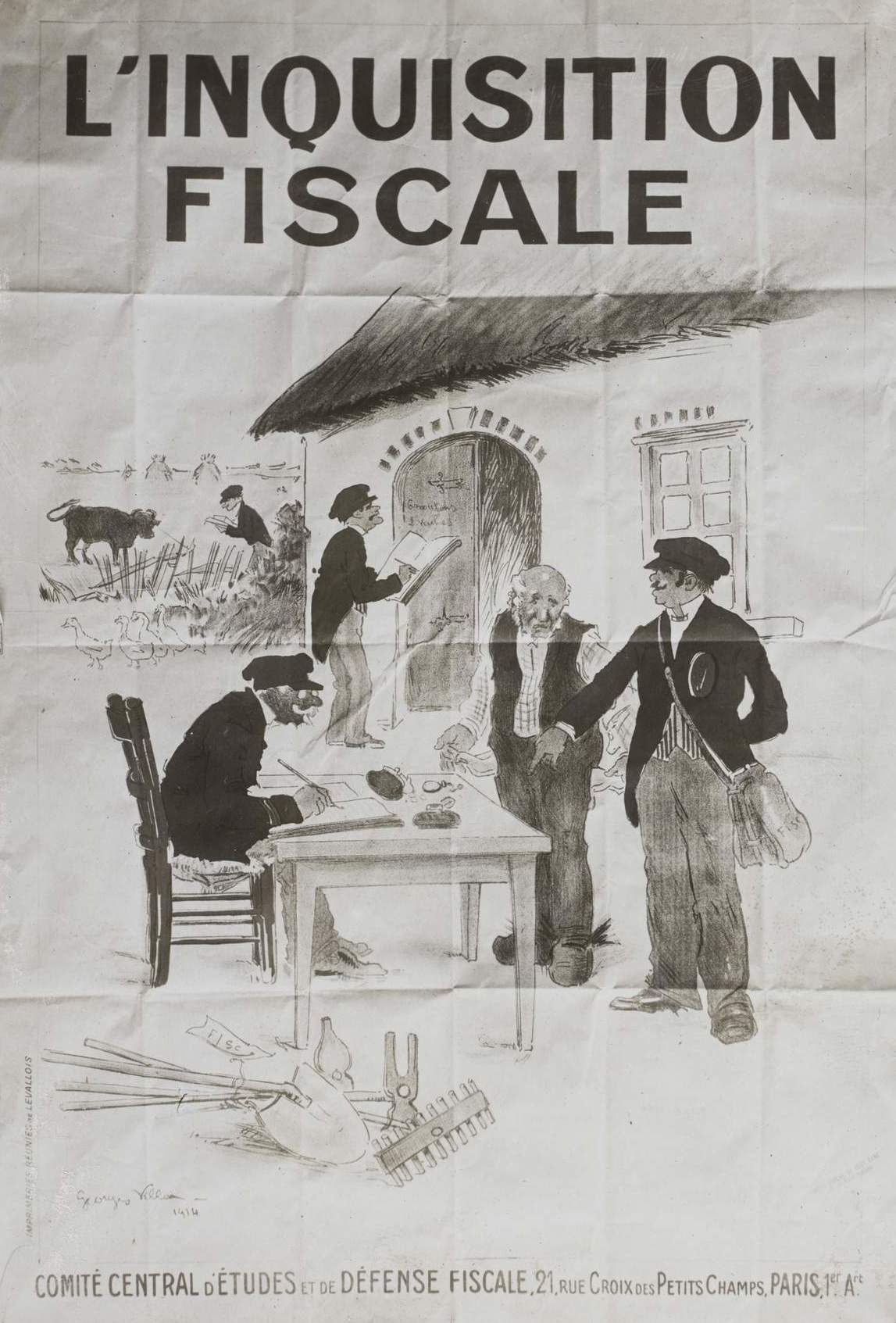

### Évolution

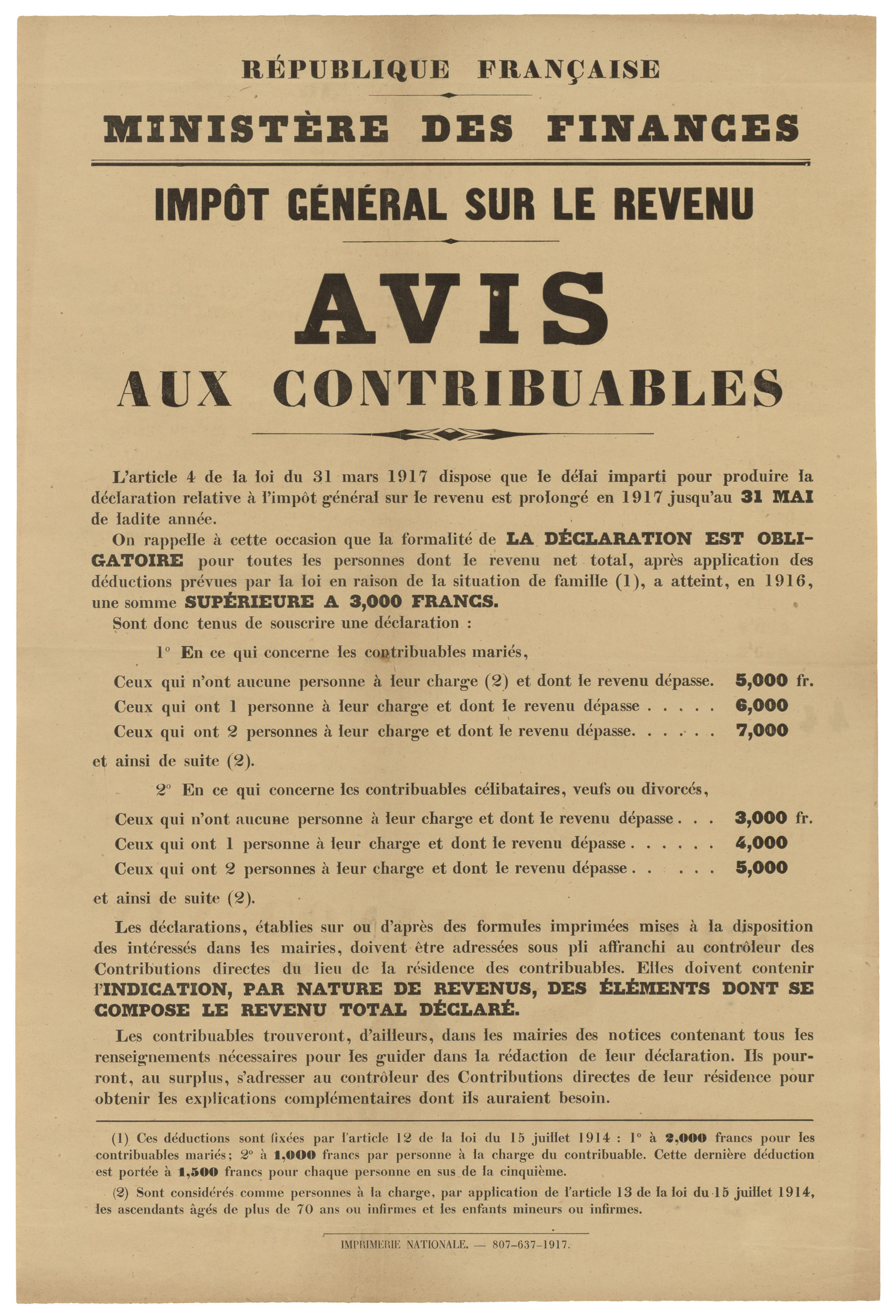
Avis d'impôt sur le revenu en 1917.

Il est révisé en 1917 au prétexte qu'il faut financer l'effort de guerre de la Première Guerre mondiale. Le nouvel impôt fait aussi polémique car :
- il implique la déclaration de revenus de chaque contribuable (« l'inquisition fiscale » est vilipendée par les ligues et associations de contribuables de droite) ;
- il introduit la notion de progressivité (notamment sur les droits de succession).

La loi du 25 juin 1920 voit, selon Thomas Piketty, « la seconde naissance de l'impôt sur le revenu en France » : celle-ci institue un nouveau barème (défini « en taux marginal ») applicable dès l'imposition des revenus de 1919, et sert de socle aux barèmes appliqués jusqu'en 1936. Cette loi porte le taux marginal applicable aux revenus les plus élevés de 2 à 50 %, alors que « les taux les plus élevés dont il avait été question n'avaient jamais dépassé les 5 % » avant la Première Guerre mondiale,. Thomas Piketty relève que « les taux appliqués par la suite, malgré d'importantes variations au gré des aléas de la vie politique et des majorités parlementaires, resteront toujours aux alentours de ces niveaux « modernes » et ne reviendront jamais plus aux niveaux considérés comme « raisonnables » avant la Première guerre mondiale ». Il souligne également que « la rupture introduite par la loi du 25 juin 1920 est d'autant plus remarquable que cette loi fut adoptée par la majorité dite du « Bloc national », c'est-à-dire par une majorité constituée pour une large part des groupes parlementaires qui avant la Première guerre mondiale s'étaient le plus farouchement opposés à la création d'un impôt sur le revenu », ce qui « s'explique évidemment par la situation financière désastreuse héritée de la guerre ».
L'adoption de l'impôt sur le revenu conduit à la suppression de l'impôt sur les portes et fenêtres en 1926.
Jusque dans les années 1950, moins de 20 % des foyers sont imposables. Cette proportion augmente fortement par la suite pour atteindre les 50 % dans les années 1960, se stabilise entre 60 et 65 % entre 1975 et 1985, pour repasser au niveau des 50 % depuis 1986. Le taux marginal supérieur est en moyenne de 23 % de 1900 à 1932, de 60 % de 1932 à 1980, et de 57 % de 1980 à 2018.
Dans les années 1990
Le mécanisme d'avantage fiscal accordé en contrepartie des dons faits aux organismes à but non lucratif est profondément changé dans le budget pour 1990. L'ancien mécanisme de déduction dans la limite de 1,25 % du revenu imposable est remplacé par une réduction d'impôt de 40 % (la limite de 1,25 % est maintenue), portée à 50 % pour les dons à concurrence de 500 FRF faits aux « organismes sans but lucratif qui procèdent à la fourniture gratuite de repas à des personnes en difficulté » (tel que Les Restos du cœur). La réduction ne peut en aucun cas donner lieu à un remboursement si elle excède l'impôt à payer (et n'est donc pas, à ce titre, un crédit d'impôt).
Le gouvernement Édouard Balladur simplifie le barème en faisant passer le nombre de tranche de 13 à 7 dans le budget pour 1994. Le taux marginal de la dernière tranche est inchangé à 56,8 %,. En outre, le nouveau barème supprime la réduction d'impôt qui existait depuis 1984.

### Débats politiques sur l'IR

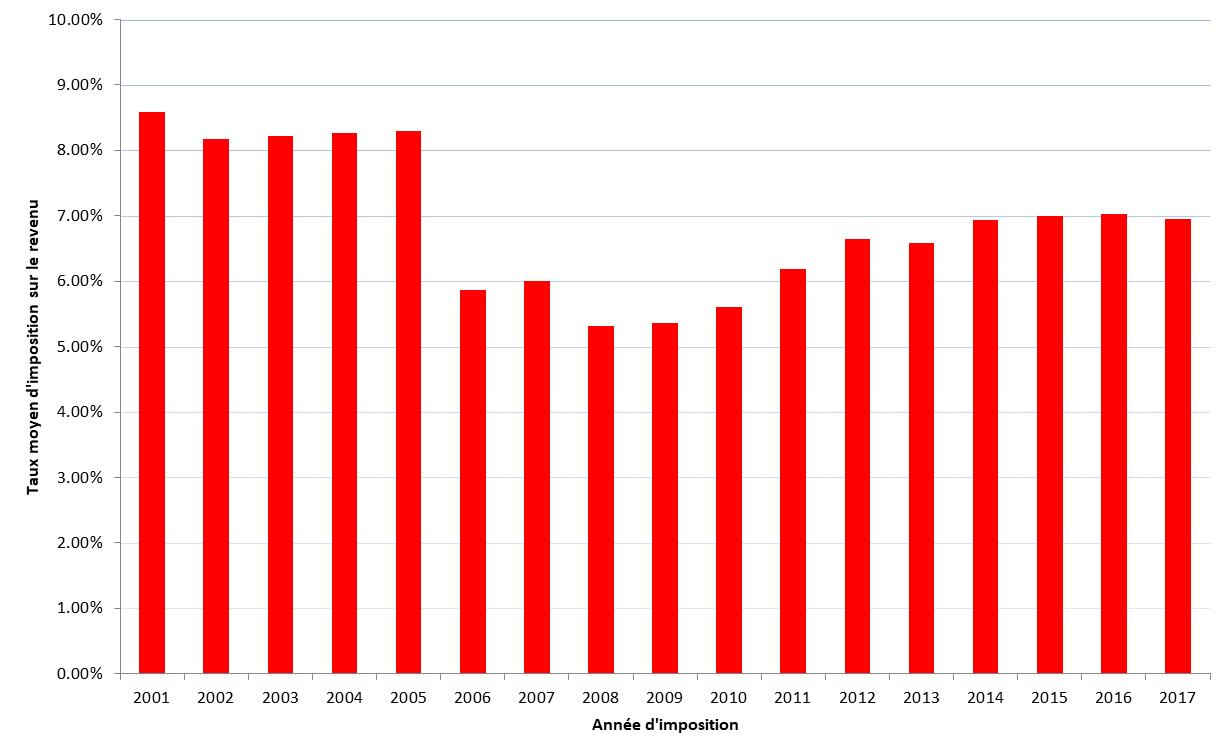
Taux moyen d'imposition sur le revenu en France.

Cet impôt, d'abord symbole de modernité, est quelquefois critiqué. Un des objectifs de cet impôt avait été de réduire les inégalités, mais un rapport de 1990 du conseil des impôts constate que loin de les avoir réduites, l'IR avait créé de nouvelles sortes d'inégalités.
Ce même conseil signalait le fait que cet impôt était concentré sur une partie des contribuables : ainsi près de la moitié des foyers français n'est pas imposable (ceux déclarant les revenus les plus faibles et/ou bénéficiant de réduction ou crédit d'impôts comparables ou supérieurs au montant de leur impôt), alors que 37 % du montant des recettes de cet impôt est acquitté par seulement 1 % des foyers fiscaux (ceux déclarant les revenus les plus élevés). En 2016, les 10 % des ménages les plus aisés payent les deux tiers de l'IR.
Cette inégale répartition des sommes collectées parmi les ménages est cependant liée à la logique de l'impôt progressif, qui se traduit par des taux d'imposition plus élevés à mesure que les revenus des contribuables sont plus hauts. C'est justement cette caractéristique de l'impôt sur le revenu qui lui permet de jouer un rôle important dans le domaine de la redistribution : il participe à 27% de la réduction des écarts du niveau de vie selon l'INSEE. Selon l'Observatoire des inégalités, l'impôt sur le revenu permet même de réduire de moitié les inégalités de revenus.
En 2024, seuls 10 % des foyers les plus riches paient 75 % de l'impôt sur le revenu. Parmi eux, les 2 % de foyers les plus aisés fournissent à l'État 40 % des recettes de l'impôt sur le revenu.

## Champ d'application

### Personnes imposables
En principe, seules les personnes physiques sont imposables au titre de l'IR, mais, du fait du cas particulier des sociétés de personnes, dans certains cas, les bénéfices de sociétés sont imposables à l'IR (c'est le cas, par exemple, des sociétés civiles). En effet, en droit fiscal français, les sociétés de personnes n'ont pas de personnalité fiscale propre, distincte de celle des associés. Par conséquent, les bénéfices de la société sont imposés au nom de chaque associé, au prorata de sa participation dans la société.
Toutefois, cette règle n'est pas absolue : dans certains cas, les associés d'une société peuvent opter à la place du régime dit de transparence pour un régime dit opaque et donc de faire imposer la société à l'impôt sur les sociétés (IS). L'imposition à l'IR, comme l'impôt sur le fortune immobilière (IFI), ne prend pas en compte le contribuable en tant qu'individu, mais le foyer fiscal en vertu de l'article 6-1 du code général des impôts (CGI).
Le législateur a prévu qu'étaient automatiquement exonérées d'IR les agents diplomatiques et consulaires résidant en France sous condition de réciprocité.

### Domiciliation fiscale
Selon l'article 4 B du CGI, les personnes ont leur domicile fiscal situé en France dès que l'un des trois critères alternatifs suivants est rempli :
- Le critère personnel s'applique si une personne a, en France, son foyer ou lieu de séjour principal. Le foyer est compris comme le lieu ou la personne, ou sa famille (conjoint et enfants) habite normalement, c'est-à-dire du lieu de sa résidence habituelle, à condition que cette résidence ait un caractère permanent (propriétaire ou locataire). Subsidiairement, le critère du lieu de séjour principal n'intervient que lorsque le foyer ne peut être déterminé. Il s'agit alors du lieu où le contribuable séjourne plus de 6 mois (183 jours) au cours d'une année (même à l'hôtel).
- Le critère professionnel s'applique quand un personne exerce en France une activité professionnelle non accessoire.
- Le critère économique : les personnes ont en France le centre de leurs intérêts économiques. Cette notion est plus large que la précédente puisqu'il suffit que les principaux investissements ou placements d'une personne soient effectués en France pour qu'elle soit imposée à l'IR sur ceux-ci. Dans l'établissement du domicile fiscal en France, le raisonnement doit être suivi pour chaque personne du foyer fiscal, la réponse pouvant être différente pour chacun des déclarants, dans le cas d'un couple mixte par exemple. Selon le même article, les agents de l'État exerçant leurs fonctions à l'étranger et non soumis dans ce pays à un impôt personnel sur l'ensemble de leurs revenus conservent leur domicile fiscal en France.

Imposition des personnes domiciliées en France
Si, en vertu des critères de l'article 4A du CGI, la personne physique est domiciliée en France : elle est soumise à une obligation fiscale illimitée, c'est-à-dire une imposition portant sur ses revenus mondiaux, tant de source française qu'étrangère.
Imposition des non-résidents
Inversement, si le domicile fiscal est à l'étranger, le contribuable n'est soumis qu'à une obligation fiscale limitée : seuls ses revenus de source français sont imposables et doivent être déclarés en France. En l'absence de tels revenus, il n'a pas de déclaration à établir.
Impact des conventions internationales
Le droit interne (CGI) s'applique sous réserve des conventions fiscales qui règlent les problèmes de double domiciliation et de double imposition.
Ces conventions adoptent souvent la même structure : quelques articles généraux, des articles sur chaque catégorie de revenus (revenus fonciers, bancaires, plus-values, BIC, BNC, salaires, retraites), puis des articles sur la gestion de la double imposition. Si l'article de la convention sur la catégorie de revenus concernés (salaires par exemple) attribue l'imposition du revenu à un pays, c'est l'autre pays qui règle le problème de la double imposition, en général par un crédit d'impôt.
C'est-à-dire que le contribuable déclare quand même son revenu dans l'autre pays, bien que la convention attribue l'imposition au premier, mais obtient un crédit d'impôt en compensation. Le but étant alors de maintenir la progressivité de l'impôt en tenant compte des éventuels autres revenus purement imposables dans l'autre pays.
Exemple : une personne est domiciliée en France mais travaille en Allemagne, elle relève donc de la convention franco-allemande. L'article 13.1 sur les salaires attribue l'imposition du salaire à l'Allemagne. L'article 20.2.a et (cc) sur la double imposition indique qu'on taxe quand même le salaire en France, mais en restituant un crédit d'impôt calculé au prorata des sommes concernées. Résultat, la taxation sur le salaire provenant d'Allemagne est annulée, mais la progressivité de l'impôt est maintenue sur les autres revenus du foyer fiscal purement imposables en France (salaire du conjoint, revenus foncier, ...).
Quasiment toutes les conventions internationales suivent le même modèle pour le fond :
- salaires :
  - les salaires publics sont imposés dans le pays qui verse le revenu (ex: un italien qui habite Paris mais travaille à l'ambassade d'Italie en France paiera l'impôt en Italie),
  - les salaires privés « classiques » (employeur du pays où est exercé l'activité) des non-frontaliers sont imposés dans le pays où est perçu le revenu,
  - les salaires privés « classiques » (employeur du pays où est exercé l'activité) des frontaliers (cad la personne qui rentre chaque soir à son domicile) sont imposables dans l'état de résidence. Exceptions notables: avec la Belgique (pour les contrats débutés après 2012), le Luxembourg, Andorre, la Grande-Bretagne et le canton suisse de Genève (dans ce cas imposition dans le pays où est exercée l'activité)[32],
  - cas particulier : les salaires privés des salariés en détachements ponctuels à l'étranger (cette fois l'employeur n'est pas du pays où est exercé l'activité : un chantier BTP à l'étranger par exemple) sont imposés dans le pays de l'employeur si la mission est inférieure à six mois[note 1]. Si la mission est supérieure à six mois les règles susmentionnées s'appliquent. C'est-à-dire domiciliation fiscale et imposition dans le pays d'activité, (sauf si retour tous les jours dans le pays de résidence où on retrouve le cas des frontaliers) ;
- chômage : les indemnités sont imposées dans le pays qui les verse ;
- revenus des professions indépendantes : Les revenus des indépendants (commerçants, professions intellectuelles, artistes, sportifs) sont imposés dans le pays où est exercée l'activité. Par exception, les redevances (droits d'auteurs, de brevet, de licence) considérées en France comme des bénéfices non commerciaux sont bien imposés dans le pays de résidence ;
- retraites :
  - les pensions publiques sont imposées dans le pays où était exercée l'activité,
  - les pensions privées sont imposées dans le pays de résidence du pensionné[33];
- pensions alimentaires et rentes viagères : elles sont imposées dans le pays de résidence du pensionné ;
- revenus bancaires :
  - les dividendes, intérêts et jetons de présence sont généralement imposés dans les deux pays. Ils sont soumis aux règles classiques du pays de résidence (soit en France barème progressif plus prélèvements sociaux (17,2 % mais ramené à 7,5 % si la personne dépend de la protection sociale d'un autre pays de l'EEE), toutefois diminué de l'impôt retenu à la source à l'étranger) mais le pays d'origine garde le droit à un prélèvement à la source. Ce prélèvement lui varie selon les conventions. Par exemple pour des dividendes d'origine belge d'un résident français, la Belgique a le droit de retenir 15 % à la source. Ils sont également (montant net plus impôt retenu à la source) imposés en France dans les conditions classiques, mais l'impôt établi sera ainsi diminué d'une réduction d'impôt de 15 % du montant brut. Le surplus éventuel ne peut être remboursé. Néanmoins certains revenu sont exclusivement imposable dans la pays d'origine (ex : jetons de présence luxembourgeois), dans ce cas ils ne sont pas soumis à l'impôt sur le revenu ni aux prélèvements sociaux en France, même s'ils restent retenus pour le taux effectif ;
- les plus-value mobilières ne sont elles imposés que dans l'état de résidence, sauf pour les cessions de fonds de commerce ;
- loyers/plus-value immobilières : Ils sont imposés dans le pays où est situé l'immeuble, y compris si détenu par une SCI.

À noter que même si la convention ne donne pas droit d'imposer à la France (ex: loyers perçus à l'étranger), les revenus en question pour leur montant net plus impôt retenu à a source seront pris en compte pour savoir à quel taux seront taxés les seuls revenus imposables en France. Ce système particulier est celui dit du taux effectif: il fait correspondre aux seuls revenus imposables en France le taux de l'ensemble des revenus mondiaux.
Exemple : un célibataire résident français travaille dans le canton suisse de Genève. Il a un salaire annuel imposable de 22 500 € (25 000 € moins 10 % d'abattement). Il a également perçu des indemnités de Pôle Emploi imposables pour 4 428 € (4 920 € moins 10 % d'abattement). Les salaires du canton suisse de Genève sont imposés à la source. Si on ne tenait compte que des indemnités Pôle Emploi, avec 4 428 € et 1 part, l'impôt serait de 0 €. En revanche, le revenu mondial imposable est en réalité de 22 500 + 4 428 = 26 928 €. L'impôt français pour un célibataire avec 26 928 € de revenu net global imposable est de 2 301 €. Ce célibataire a donc un taux d'imposition théorique de 8,85 % (2 301 ÷ 26 928 = 0,0885). Finalement, les seuls revenus français seront imposés au taux de 8,85 % soit 310 € d'impôt (3 500 × 0,0885 = 310 €). La jurisprudence a confirmé que ce système était légal dès lors que, même s'ils font augmenter le taux sur les revenus français, les revenus déjà imposés à l'étranger ne font pas en tant que tel l'objet d'une seconde imposition en France.
Il est en outre appliqué les prélèvement sociaux sur les revenus d'activité (ou pensions) d'origine étrangère imposables en France pour les personnes domiciliées en France et affiliées à la sécurité sociale française (cela ne concerne généralement pas les travailleurs, qui dépendent de la sécurité sociale du pays où est exercé l'activité; et les retraités n'ayant jamais travaillé en France qui conservent leur affiliation étrangère).
Au sein d'un couple, lorsqu'un des deux est non-résident et l'autre résident, les règles d'imposition de droit commun s'appliquent : les époux mariés sous le régime de la séparation de bien non en France ne pourront pas être pris en compte (1 part), ceux sous les régimes communautaires le seront : dans ce cas l'impôt est établie avec deux parts en tenant compte des revenus du résident (français et de source étrangère) et des revenus français du non-résident.
Les revenus de sources françaises versés à un non résident et imposables en France selon la convention font l'objet d'une imposition « normale » (application du barème) avec toutefois un minimum de 20 % jusqu'à 26 070 € (correspondant à la limite de la deuxième tranche d'impôt sur le revenu), et 30 % après. Toutefois pour les traitements et salaires, pensions ou rentes viagères (art. 182 A et A bis du CGI), une retenue à la source est calculée suivant un barème à trois tranches aux taux de 0 % (jusqu'à 16 050 €), 12 % (de 16 050 € à 46 557 €) puis 20 %. Cette retenue à la source est libératoire de l'impôt sur le revenu pour la fraction imposable taxée à 0 % et 12 %. Cette fraction de revenu n'est donc pas reprise en compte pour le calcul de l'impôt et la retenue correspondante n'est pas imputable (ces sommes devant toutefois être déclarées). Les prélèvements sociaux sur les revenus du patrimoine sont dus par les non-résidents pour 17,2 % mais ramené à 7,5 % si la personne dépend de la protection sociale d'un pays de l'EEE (cela ne concerne généralement pas les retraités ayant travaillé en France qui conservent leur affiliation française). Aucune réduction ou crédit d'impôt n'est applicable pour les personnes non domiciliées en France.
Les personnes impatriés (nouvellement installées en France sans y avoir vécu au cours des cinq dernières années) et embauchées depuis l'étranger par une entreprise en France bénéficient d'une exonération : est exonéré le montant de la prime d'impatriation (correspondant soit au surplus comparé aux salaires du secteur soit forfaitairement 30 % de leur salaire total) et la part de la rémunération versé en contrepartie des séjours à l'étranger pour le compte de l'employeur; le tout dans la limite de 50 % de la rémunération et de 50 % des revenus bancaires et plus-value de source étrangère pendant huit ans ou jusqu'à un changement d'employeur. Les personnes venues exercer un emploi en France de leur propre initiative ou non  salariées ne peuvent bénéficier de ce régime.

## Revenu imposable
Le revenu imposable, ou revenu net global imposable (RNGI), est le revenu global net et annuel d'un foyer fiscal. Mais dans certains cas des aménagements ont été prévus :
- dans le cas où le revenu du foyer fiscal n'est composé que de bénéfices industriels et commerciaux, une dérogation existe et l'imposition se déroule sur un exercice comptable et non sur l'année civile ;
- dans le cas du décès d'un des deux époux, le foyer fiscal est imposé dans son ensemble jusqu'au décès et le survivant distinctement pour la période allant du décès à la fin de l'année civile. Ainsi, le survivant devra faire deux déclarations pour la même année.

Calcul des revenus catégoriels nets (8 catégories de revenus catégoriels) :
- les traitements, salaires, pensions et rentes viagères ;
- les rémunérations des dirigeants de société ;
- les bénéfices industriels et commerciaux (BIC) ;
- les bénéfices non commerciaux (BNC) ;
- les bénéfices agricoles (BA) ;
- les revenus fonciers ;
- les revenus mobiliers ;
- les plus-values immobilières, sur valeurs mobilières, sur biens meubles et professionnelles, avec une particularité pour ceux-ci : contrairement aux sept catégories précédentes qui concourent à la formation du Revenu Brut, l'impôt résultant de ces plus-values est forfaitaire, quelle que soit la situation de famille ou les revenus du contribuable.

Leur somme algébrique (certaines catégories de revenus peuvent se solder, sous certaines conditions, par un déficit catégoriel) donne le Revenu Brut (RB). De ce Revenu Brut, on déduit les éventuels déficits globaux des années précédentes (cas d'un artisan ayant par exemple réalisé une perte sur une année) pour aboutir au Revenu Brut Global (RBG). Du RBG, on soustrait les charges déductibles pour obtenir le Revenu Net Global (RNG).

### Traitements, salaires, pensions et rentes viagères
Bien que faisant partie de la même catégorie, ces différentes sortes de revenu ne répondent pas exactement aux mêmes règles.
Traitements et salaires imposables
L'on retient deux critères pour déterminer si un revenu fait ou non partie de cette catégorie :
- le premier critère est que la rémunération soit versée à une personne placée dans un état de subordination vis-à-vis de son employeur. Cela permet notamment de considérer que les rémunérations perçues par un médecin dans le cadre de vacations dans un hôpital font partie de cette catégorie ;
- le deuxième critère fait entrer dans cette catégorie des revenus sans rechercher le lien de subordination, simplement parce que ces rémunérations sont réputées telles par les lois fiscales. Cela concerne en particulier le cas des dirigeants de sociétés de capitaux (PDG par exemple), les agents d'assurances ou les fonctionnaires (qui n'ont pas de contrat de travail). Les lois fiscales précisent aussi que les droits d'auteur en font partie.

La qualification d'un revenu dans cette catégorie s'étend aussi aux revenus accessoires à celui-ci : ainsi dans le cas d'un serveur, ses pourboires seront considérés comme son salaire. Il en est de même pour les primes. Cela entraîne aussi la qualification des revenus principaux comme accessoires, quelle que soit leur forme ; les avantages en nature (logement de fonction, voiture de fonction…) sont eux aussi pris en compte dans cette catégorie. Les revenus de substitution, tel les indemnités de chômage, sont eux aussi considérés comme des traitements et salaires. En revanche, si ce sont des revenus de substitution en vertu d'un préjudice subi (accident du travail, par exemple), ceux-ci ne sont pas considérés comme traitements et salaires.
Le principe est que le montant des traitements et salaires imposables est le montant annuel des sommes reçues à ce titre, déduction faite des frais professionnels. Le montant de la rémunération annuelle à prendre en compte est le salaire brut moins les cotisations sociales obligatoires ; (les cotisations à une mutuelle ne sont pas déductibles). Il faut aussi noter que la CSG n'est qu'en partie déductible et que la CRDS n'est pas déductible. Pour la grande majorité des salariés le montant imposable vaut donc : traitement net + réintégration des retenues non déductibles (assurance par exemple) - diminution des indemnités non imposables (transport par exemple) + CRDS + CSG non déductible.
De plus, une déduction des frais professionnels est prévue. Celle-ci peut être soit :
- forfaitaire : l'abattement est de 10 % (avec toutefois un minimum de 495 € (504,9 €2024) et un maximum de 14 171 € (14 454,49 €2024))
- fondée sur les frais réels : chaque contribuable peut opter si cela lui est plus avantageux pour la déduction de ses frais réels (justificatifs à fournir à l'administration fiscale). L'option pour les frais réels n'est pas cumulable avec la déduction forfaitaire. De plus cette disposition s'applique à tous les salaires de l'année, le contribuable ne peut pas choisir, dans le cas où il aurait eu deux employeurs, qu'un salaire profitera de la déduction forfaitaire et l'autre du mécanisme des frais réels. Ne sont déductibles dans cette option que les frais inhérents à la fonction ou à l'emploi du contribuable. Il faut bien entendu des justificatifs de toutes les dépenses à déduire. Chaque membre du foyer fiscal peut opter, indépendamment d'un autre membre, pour les frais réels ou non. Le contribuable optant pour la télédéclaration n'est pas tenu de produire les justificatifs de frais réels, sauf demande expresse de l'administration.

En cas d'option pour les frais réels, le contribuable devra réintégrer à ses salaires les montants des allocations correspondantes payées par son employeur (exemple : frais de déplacement).
Sont exonérés :
- Les salaires des assistantes maternelles : abattement de 3,93 € par heure de garde (5,24 € pour un enfant handicapé), plafonné à huit heures par jour et par enfant.
- Les journalistes : abattement de 7 650 € par an pour ceux dont le revenu brut annuel n'excède pas 93 510 €
- Les élus locaux : abattement de 7 308 € par an pour les élus des communes de moins de 3500 habitants, entre 7 935 € (un seul mandat indemnisés) et 11 900 € (plusieurs mandats indemnisés) au-dessus
- Les indemnités de licenciement sous certaines conditions (abattement égal soit au double de la rémunération annuelle précédente, soit à 50 %, avec dans les deux cas une limite à 246 813 €)
- Les salaires des étudiants jusqu'à 25 ans : abattement de 5 204 € pour l'année 2023. Cette exonération n'est pas valable pour l'alternance (contrat de professionnalisation)[37]
- Les salaires des apprentis : abattement de 20 815 € pour l'année 2023. Cette exonération n'est pas valable pour l'alternance (contrat de professionnalisation)[37]
- Les indemnités versées à la suite d'un accident du travail, pour 50 %.
- Les indemnités journalières en rapport avec une ALD exonérante (ouvrant droit à la prise en charge des soins à 100 %). Les autres indemnités journalières, tels qu'adoption ou maladie hors ALD ou ALD non exonérante sont imposables.
- Les revenus exceptionnels, différés (système du quotient)
- Les indemnités de fin de contrat ou de départ en retraite (système du quotient)
- Les heures supplémentaires, dans la limite de 7 500 € par an
- Les artistes musiciens, chorégraphiques, artistes lyriques et choristes ont droit  à une déduction spécifique au titre  des frais professionnels de 19 % de leur revenu d'activité (chômage compris)

Pensions et rentes viagères
- Pensions : entrent dans cette catégorie les pensions de retraite ainsi que les pensions alimentaires légales.

Elles bénéficient d'un abattement de 10 % qui comporte un minimum par personne (442 € (450,84 €2024) en 2023) et un maximum par foyer fiscal (4 321 € (4 407,44 €2024) en 2023).
- Rente viagère à titre onéreux (par exemple, les ventes d'immeuble en viager mais aussi lors de la conversion d'un produit d'épargne, comme un contrat d'assurance vie arrivé à termen durant le vivant de son souscripteur qui en demande conversion en rente ou encore un Plan d'épargne retraite d'entreprise dit article 82) : ces rentes ne sont imposables que sur une partie de leur montant annuel, étant donné qu'une partie de cette rente est censée représenter un capital (exemple : le prix de vente de l'immeuble). Plus clairement, seule la fraction de revenu correspondant aux intérêts est imposable et cette fraction imposable ne peut bénéficier en revanche d'aucune déduction ni abattement. Cette fraction imposable est déterminée une fois pour toutes en fonction de l'âge du crédirentier lors de l'entrée en jouissance de la rente :
  - 70 % si, à la date considérée, il était âgé de moins de 50 ans ;
  - 50 % s'il était âgé de 50 à 59 ans inclus ;
  - 40 % s'il était âgé de 60 à 69 ans inclus ;
  - 30 % s'il était âgé de 70 ans et plus.

### Bénéfices industriels et commerciaux
Les Bénéfices industriels et commerciaux (BIC) sont les revenus tirés d'une activité indépendante ayant une nature soit industrielle, soit commerciale ou même artisanale. Il est par ailleurs précisé que la location de biens meublé est considérée comme du BIC prestation de service par disposition expresse de la loi. L'indépendance et la nature de l'activité sont tout aussi importantes, mais en revanche ne sont pas concernés uniquement les bénéfices des entreprises individuelles ; les bénéfices des sociétés de personnes sont eux aussi concernés. Dans le cas des sociétés de personnes, les bénéfices sont imposés au nom de chaque associé au prorata de sa participation dans la société. Il ne faut pas oublier que les sociétés de personnes peuvent choisir d'être imposées à l'IS, auquel cas leurs bénéfices n'entrent plus dans cette catégorie.
Le principe des créances acquises et des dettes certaines est appliqué au BIC ; ainsi, si une facturation a lieu avant la clôture de l'exercice, que l'argent soit versé ou non, la somme est prise en compte dans le résultat de l'exercice comptable en cours.
En cas de déficit, une distinction est faite entre BIC professionnels et BIC non professionnels :
- les déficits de BIC professionnel s'imputent d'abord sur les autres revenus du foyer fiscal et, s'il n'y a pas d'autre revenu ou si ceux-ci sont insuffisants, le déficit est reportable sur les revenus des 5 années suivantes.
- les déficits de BIC non professionnel (c'est-à-dire que le contribuable a une autre source de rémunération principale: exemple d'un salarié qui fait en parallèle de l'achat-revente sur internet) ne peuvent s'imputer que sur les revenus BIC des 5 années suivantes et aucunement sur les autres revenus du foyer.

Détermination du bénéfice imposable
Le bénéfice imposable est la différence entre les recettes et les charges de l'entreprise durant l'exercice comptable.
- Sont pris en compte pour les produits (recettes) :
  - les produits d'exploitation autrement dit le chiffre d'affaires de l'entreprise ;
  - les produits accessoires, c'est-à-dire les recettes secondaires dans le sens où elles ne sont pas réalisées dans le cadre de l'activité normale de l'entreprise mais en sus. Par exemple, la location d'un local appartenant à l'entreprise alors que son activité est la fabrication de meubles ;
  - les produits financiers, autrement dit les recettes tirées d'investissements boursiers ou tout simplement financiers ;
  - les produits exceptionnels, c'est-à-dire ce qui n'entre pas dans les autres catégories ; les subventions, par exemple, rentrent dans cette catégorie.
- Sont pris en compte pour les charges (ne sont déductibles que celles qui sont réalisées dans l'intérêt de l'entreprise ou qui se rattachent à sa gestion) retenues pour leur coût hors taxe :
  - les achats de marchandises ou de matières premières ;
  - les frais généraux : salaires, loyer commercial, frais de bureau, etc. ;
  - une partie des impôts : la taxe professionnelle, par exemple ;
  - les charges financières (par exemple, agios, intérêts d'emprunt…) ;
  - les amortissements et les provision de l'exercice.

Pour être déductible une charge doit être justifiée, payée au cours de l'exercice, être engagée dans l'intérêt de l'entreprise (ce qui permet de rejeter les week-ends offerts au dirigeant par exemple), ne pas être exclues par disposition expresse de la loi (les amendes routières ne sont par exemple pas déductibles, les pénalités entre commerçants le sont) et se traduire par une diminution de l'actif net de l'entreprise (un achat de terrain, qui fait simplement transformer une partie de la caisse en immobilisation n'est ainsi pas une charge).

### Bénéfices non commerciaux
Les bénéfices non commerciaux (BNC) sont une catégorie dans laquelle rentrent principalement les revenus tirés d'une activité libérale (le Conseil d'État donne deux critères pour vérifier que l'activité est libérale : la personne la pratiquant ne doit pas avoir le statut de commerçant et il doit y avoir prépondérance de l'activité intellectuelle). Il en est ainsi des métiers pour lesquels une charge est nécessaire : médecin, architecte...
Au sein des bénéfices non commerciaux, on distingue deux types de régimes :
- le régime de la déclaration contrôlée : S'applique en général lorsque les recettes (y compris toutes rémunérations accessoires) excèdent un certain plafond[38], ou que le contribuable souhaite y adhérer.
- Le régime spécial des BNC : S'applique en général lorsque les recettes n'excèdent pas un certain plafond[38]. La déclaration se fait grâce au formulaire 2042 C-PRO : on y indique les recettes encaissées. Une déduction forfaitaire de 34 % est appliquée.

Détermination du bénéfice imposable
C'est le bénéfice net de l'année : il est obtenu en soustrayant des recettes de l'année les charges relatives à l'exercice de l'activité. Les charges déductibles sont sensiblement les mêmes que pour les BIC. Une des différences avec les BIC est que pour les BNC l'année à prendre en compte est l'année civile. Pour les BNC le choix est offert aux contribuables entre le régime des créances acquises et dettes certaines ou le régime du revenu salarial dans lequel ce qui est à prendre en compte est le revenu dont le contribuable a eu la disposition.
En cas de déficit, une distinction est faite entre BNC qui proviennent d'une activité libérale ou de charges et offices exercés à titre professionnels et les autres BNC :
- les déficits de BNC qui proviennent d'une activité libérale ou de charges et offices exercés à titre professionnels s'imputent d'abord sur les autres revenus du foyer fiscal et, s'il n'y a pas d'autre revenu ou si ceux-ci sont insuffisants, le déficit est reportable sur les revenus des 5 années suivantes.
- les déficits des autres BNC ne peuvent s'imputer que sur les revenus BNC des 5 années suivantes et aucunement sur les autres revenus du foyer.

### Bénéfices agricoles
Sont compris dans cette catégorie les revenus tirés d'une activité individuelle de biens ruraux (exploitation agricole, forestière ou d'une activité d'élevage), par un exploitant individuel ou par un membre d'une société ou d'un groupement non soumis à l'impôt sur les sociétés (sociétés civiles agricoles, groupements fonciers agricoles, forestiers, fonciers ruraux…). Il existe également dans cette catégorie une imposition forfaitaire sur les grands propriétaires forestiers même si ceux-ci n'ont pas d'exploitation (voir ci-dessous bénéfices agricoles forfaitaires).

### Plus-values mobilières et immobilières
Depuis 2018, les plus-values mobilières (vente d'actions ou parts sociales) sont taxées au taux fixe de 12,8 %. Elles peuvent néanmoins sur option être soumises au barème (intégré aux autres revenus).
Particularité pour les plus-values de vente d'immeuble (et de parts sociales de SCI à l'IR, traités comme une vente d'immeuble) qui sont taxées forfaitairement, indépendamment des autres revenus. Sont exonérées la vente de la résidence principale, (ainsi que la première vente d'une résidence secondaire, si le vendeur n'est pas propriétaire de sa résidence principale, et qu'il s'engage à utiliser le prix de la vente pour acheter ou construire son habitation principale dans un délai de 2 ans).

### Modalités de déclaration des revenus
Principe de la déclaration
Chaque année, au cours d'une période fixée par le ministère chargé du budget (qui débute dans le courant de la deuxième semaine du mois d'avril et s'achève en général fin mai ou début juin, en fonction du département de résidence), tout contribuable doit établir une déclaration de ses revenus de l'année précédente (art 170 du CGI) même s'il n'est pas imposable. La télé-déclaration devient peu à peu obligatoire à partir de la déclaration des revenus 2015. Cette obligation est déterminée en fonction du montant du revenu fiscal de référence. En 2018, les foyers fiscaux ayant un revenu fiscal de référence supérieur à 15 000 € en 2016 doivent télé-déclarer. Un service de correction en ligne de la déclaration des revenus est disponible, si le contribuable a oublié la déclaration d'un revenu ou souhaite réaliser des modifications ultérieures.
Déclaration préremplie
En France, le système fiscal est déclaratif. La déclaration pré-remplie doit toujours être vérifiée et corrigée, si nécessaire, de tous les éléments à déclarer.
Depuis 2006 les salaires sont préremplis, et les revenus bancaires depuis 2009. Les revenus sont préimprimés sur la base des renseignements communiqués à l'administration, par des tiers (employeurs, établissements bancaires, ou par l'URSSAF pour les salaires perçus par les salariés d'employeurs particuliers). Le tiers doit communiquer ces éléments avant une certaine date pour que ceux-ci figurent sur la déclaration pré-remplie. En cas de retard, les éléments communiqués tardivement ne peuvent pas apparaître sur la déclaration pré-remplie.

## Liquidation de l'impôt
Par « liquidation de l'impôt »; on comprend le calcul de l'impôt dû par les contribuables. Celui-ci se passe en deux temps : le calcul de l'impôt brut, via la détermination du quotient familial et l'application d'un barème, puis le calcul de l'impôt net. La Direction générale des Finances publiques calcule le montant d'imposition des foyers fiscaux en utilisant un calculateur écrit dans le langage informatique dédié M, dont elle a ouvert le code source le 1er avril 2016.
Détermination du nombre de parts
Pour que l'IR puisse prendre en compte la situation de chaque foyer fiscal, il a été mis en place en 1945 le système dit du quotient familial. Pour cela, un nombre de parts est attribué à chaque foyer en fonction de la situation familiale.
Calcul du quotient familial et de l'impôt
Une fois le nombre de parts du foyer fiscal et le revenu imposable déterminés, on calcule le quotient familial : QF = (revenu imposable du foyer ÷ parts).
Ce quotient permet de déterminer l'impôt brut en appliquant un barème. Ensuite des corrections sont appliquées dans un ordre précis : le plafonnement du quotient familial (hausse du montant dû), la décote, les réductions d'impôt et les crédits d'impôt (réduction du montant dû). Ceci amène à l'impôt net.

### Calcul de l'impôt brut
Les revenus imposables sont découpés en tranches, chacune d'entre elles ayant un taux d'imposition différent. Le calcul de l'impôt sur les revenus soumis au barème, l'impôt brut, est effectué de la manière suivante : (revenu imposable du foyer x Taux) - montant forfaitaire correspondant x nombre de parts du foyer).
La tranche et le barème apparents affichés par le fisc ne tiennent pas compte de la décote ni de la taxe sur les hauts revenus. En tenant compte de ces mesures additionnelles au calcul, on obtient des tranches et un barème différents.
| Tranche apparente     | Barème apparent | Tranche réelle         | Taxe hauts revenus | Barème réel |
| --------------------- | --------------- | ---------------------- | ------------------ | ----------- |
| Jusqu'à 11 294 €      | 0               | Jusqu'à 16 763 €       | 0                  | 0           |
| De 11 295 à 28 797 €  | 11 %            | De 16 764 à 28 797 €   | 0                  | 16 %        |
| De 28 798 à 82 341 €  | 30 %            | De 28 798 à 82 341 €   | 0                  | 30 %        |
| De 82 342 à 177 106 € | 41 %            | De 82 342 à 177 106 €  | 0                  | 41 %        |
| Au-delà de 177 107 €  | 45 %            | De 177 107 à 205 000 € | 0                  | 45 %        |
|                       | 45 %            | De 250 001 à 500 000 € | 3 %                | 48 %        |
|                       | 45 %            | Plus de 500 001 €      | 4 %                | 49 %        |

Plafonnement du quotient familial
C'est le seul mécanisme qui peut faire revoir l'impôt dû à la hausse par rapport au calcul précédent. La réduction d'impôt est plafonnée depuis 2014. Le plafonnement est de 3 356 € (revenus 2023) pour chaque part, liée aux personnes à charge, par rapport à ce que paierait un ménage sans personne à charge (célibataire ou mariés selon la situation).
La décote
C'est un mécanisme qui aboutit à exonérer d'une partie de l'impôt les ménages se situant juste au-dessus de la limite d'imposition, payant donc peu d'impôt, mais ayant également des revenus assez modestes.
Les contribuables bénéficient d'une décote quand leur impôt est d'un montant faible. Les modalités de cette décote ont plusieurs fois évolué au cours du temps.

### Calcul de l'impôt net
L'impôt net est le résultat obtenu après la déduction d'éventuelles réductions d'impôts. Les réductions et crédits d'impôt sont aujourd'hui nombreux mais sujets à variation d'une année fiscale à l'autre.
Les réductions d'impôt
Le montant de l'impôt final est diminué des réductions d'impôts accordées par de nombreux dispositifs. Le contribuable ne bénéficie d'aucune restitution quand le montant des réductions d'impôt auxquelles il a droit dépasse le montant de son impôt.
Les crédits d'impôt
Le montant de l'impôt final est diminué des crédits d'impôts accordés par de nombreux dispositifs. En outre, le contribuable bénéficie d'une restitution lorsque le crédit d'impôt est supérieur au montant de l'impôt qu'il doit payer, diminué de la décote et des réductions d'impôt. Le calcul de la décote n'intervient pas après l'application des réductions ou crédit d'impôt.
Minimum de perception
L'impôt n'est pas mis en recouvrement quand son montant, avant imputation des crédits d'impôts, est inférieur à 61 € . Le non-recouvrement n'est pas équivalent à une non-imposition : le contribuable pour les différentes administrations reste imposable, mais, pour des raisons pratiques, son impôt n'est pas perçu.
Cette limite est réduite à 12 € pour les contribuables ayant eu des crédits d'impôt mais est porté à 305 € pour les non résidents.
Recouvrement de l'impôt
Le recouvrement donne lieu à l'émission d'un avis d'imposition. Cet avis indique au contribuable la somme due au Trésor public ainsi que la date à partir de laquelle elle est exigible et la date limite pour effectuer le versement. Si cette date est dépassée, cela donnera lieu à une majoration de 10 % de l'impôt.
Toutefois, depuis le 1er janvier 2019, l'impôt est prélevé à la source pour la plupart des contribuables, en particulier tous ceux dont l'essentiel des revenus est constitué de salaires ou de pensions.

### Imposition forfaitaire en fonction des éléments du train de vie
En cas de disproportion marquée entre le train de vie d'un contribuable et ses revenus, l'administration, lors d'un contrôle fiscal est autorisée à substituer aux éléments déclarés une base forfaitaire.
Chaque élément de train de vie équivaut à une valeur en euros : par exemple cinq fois la Valeur locative cadastrale des résidences à disposition du contribuable (principale et secondaires, occupée au statut de propriétaire, locataire ou gratuitement); 4 600 € à 5 700 € pour un employé de maison, la valeur des voitures, des motocyclettes, un forfait pour les bateaux, avions, clubs de chasse et de golf, etc.
La disproportion est établie lorsque la somme qui résulte de l'application de ce barème excède 46 641 € et d'au moins un tiers le montant des revenus déclarés. Lorsque ces conditions sont réunies, le montant forfaitaire issu du barème est substitué au revenu net global imposable et l'impôt recalculé dans les conditions de droit commun. Les prélèvements sociaux sont dus et les réductions d'impôt non applicables. Le contribuable peut apporter la preuve que l'utilisation de son capital ou les emprunts qu'il a contractés lui ont permis d'assurer son train de vie.
En cas de condamnation pénale pour certains crimes et délits (trafic d'armes, stupéfiants...), le même principe s'applique, et le barème est augmenté de certains éléments : voyages, hôtels, appareils électroménagers, équipements son-hifi-vidéo, informatiques, articles de joaillerie. La limite de 46 641 € n'existe pas.

### Statistiques de l'impôt sur le revenu portant sur le revenu net imposable
| Année d'imposition | Nb. de foyers fiscaux | Nb. de foyers fiscaux imposables | % de foyers fiscaux imposables | Revenu fiscal de référence des foyers fiscaux | Impôt net (total) | Taux moyen (Impôt net / Revenu fiscal) | impôt net moyen par foyer fiscal imposable |
| ------------------ | --------------------- | -------------------------------- | ------------------------------ | --------------------------------------------- | ----------------- | -------------------------------------- | ------------------------------------------ |
| 2001               | 33 364 223            | 17 310 679                       | 51,88 %                        | 518 417 737 428 €                             | 44 473 759 390 €  | 8,58 %                                 | 2 569 €                                    |
| 2002               | 33 756 860            | 17 516 166                       | 51,89 %                        | 539 451 140 359 €                             | 44 112 138 031 €  | 8,18 %                                 | 2 518 €                                    |
| 2003               | 34 419 885            | 17 790 012                       | 51,69 %                        | 565 906 411 559 €                             | 46 523 454 540 €  | 8,22 %                                 | 2 615 €                                    |
| 2004               | 34 813 337            | 18 142 580                       | 52,11 %                        | 585 820 844 716 €                             | 48 449 418 447 €  | 8,27 %                                 | 2 670 €                                    |
| 2005               | 35 105 806            | 18 889 473                       | 53,81 %                        | 602 599 462 220 €                             | 49 926 615 133 €  | 8,29 %                                 | 2 643 €                                    |
| 2006               | 35 633 851            | 19 094 327                       | 53,58 %                        | 781 464 814 714 €                             | 45 870 103 356 €  | 5,87 %                                 | 2 402 €                                    |
| 2007               | 36 036 127            | 19 716 966                       | 54,71 %                        | 818 291 303 523 €                             | 49 104 870 774 €  | 6,00 %                                 | 2 490 €                                    |
| 2008               | 36 390 286            | 19 448 851                       | 53,45 %                        | 844 314 924 264 €                             | 44 905 504 704 €  | 5,32 %                                 | 2 309 €                                    |
| 2009               | 36 599 197            | 19 595 631                       | 53,54 %                        | 848 378 562 580 €                             | 45 469 619 577 €  | 5,36 %                                 | 2 320 €                                    |
| 2010               | 36 962 517            | 19 707 241                       | 53,32 %                        | 877 291 554 623 €                             | 49 218 114 427 €  | 5,61 %                                 | 2 497 €                                    |
| 2011               | 36 389 256            | 20 463 595                       | 56,24 %                        | 913 127 925 794 €                             | 56 474 592 595 €  | 6,18 %                                 | 2 760 €                                    |
| 2012               | 36 720 036            | 19 119 780                       | 52,07 %                        | 936 809 017 800 €                             | 62 241 961 877 €  | 6,64 %                                 | 3 255 €                                    |
| 2013               | 37 119 219            | 17 543 312                       | 47,26 %                        | 952 214 776 069 €                             | 62 785 906 742 €  | 6,59 %                                 | 3 579 €                                    |
| 2014               | 37 429 459            | 17 024 891                       | 45,49 %                        | 968 446 269 164 €                             | 67 086 273 957 €  | 6,93 %                                 | 3 940 €                                    |
| 2015               | 37 683 595            | 16 322 975                       | 43,32 %                        | 985 934 421 061 €                             | 69 101 927 354 €  | 7,00 %                                 | 4 233 €                                    |
| 2016               | 37 889 181            | 16 548 541                       | 43,68 %                        | 1 001 926 318 631 €                           | 70 326 998 903 €  | 7,02 %                                 | 4 250 €                                    |
| 2017               | 38 332 977            | 16 753 315                       | 43,70 %                        | 1 027 803 836 995 €                           | 71 466 602 762 €  | 6,95 %                                 | 4 266 €                                    |

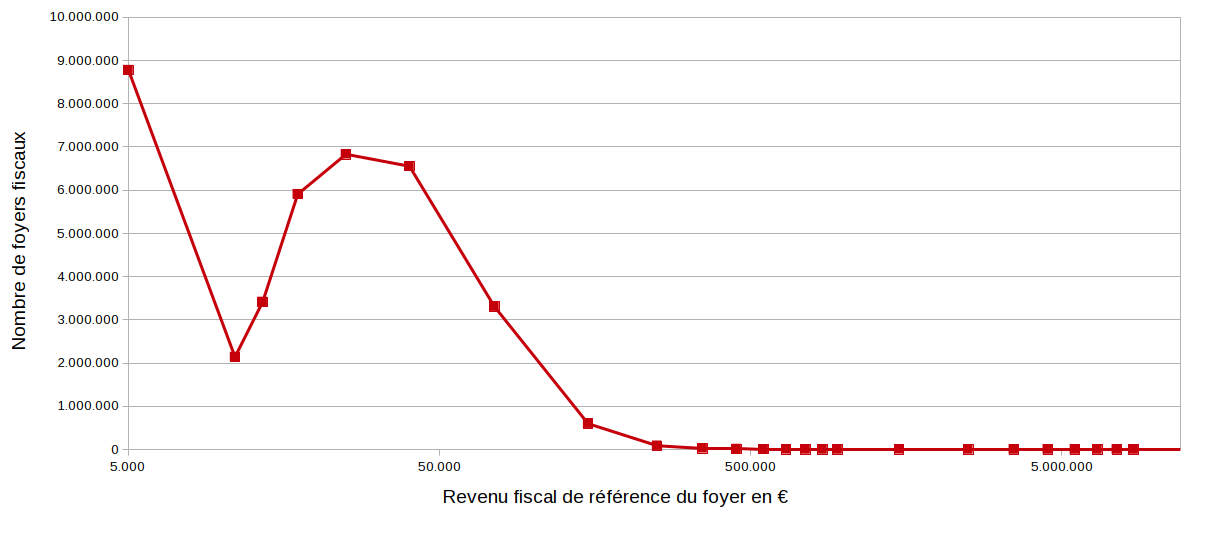
Nombre de foyers fiscaux selon le revenu fiscal de référence (2016)

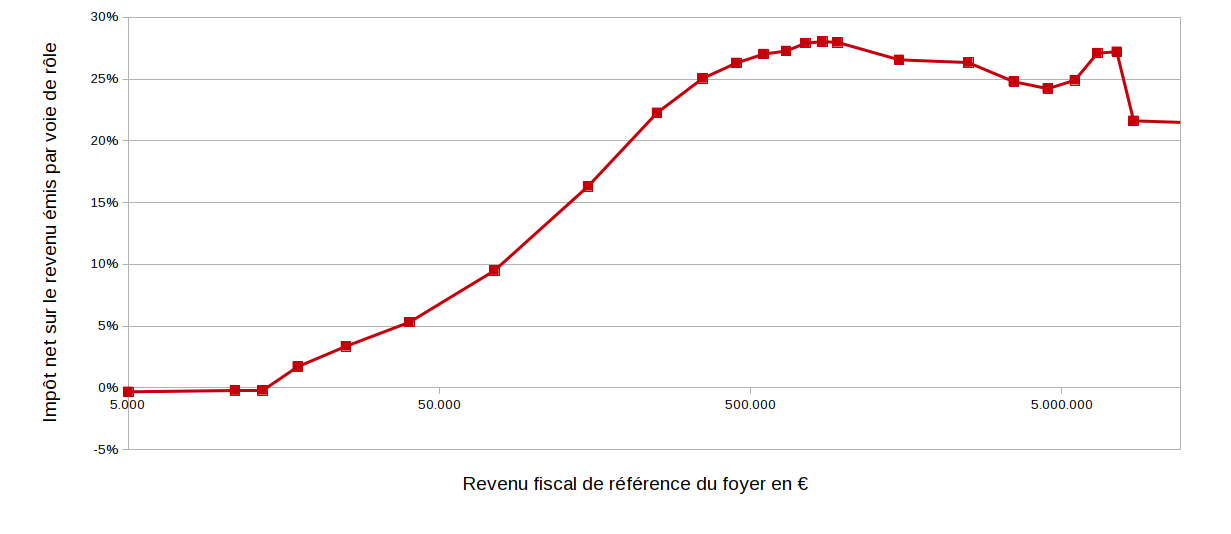
Impôt net versé selon le revenu fiscal de référence du foyer (2016)

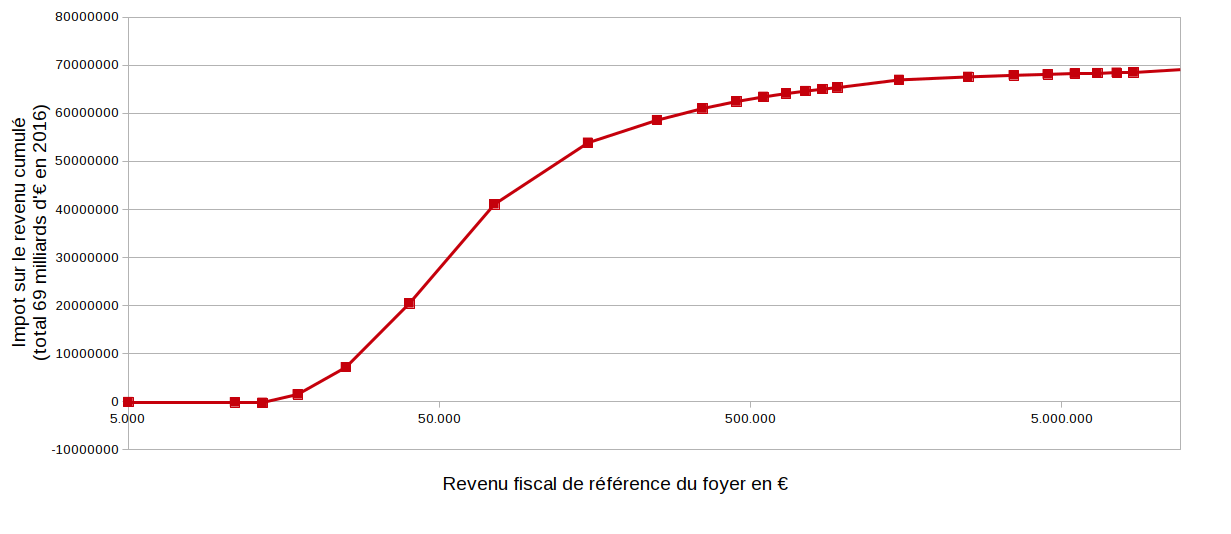
Impôt sur le revenu cumulé (2016)

En 2016 : 40 % de la recette de l'Impôt sur le Revenu est fournie par les 2 % des foyers les plus aisés (ceux qui ont un revenu fiscal de référence de plus de 100 000 €). 70 % de la recette de l'Impôt sur le Revenu est fournie par les 10 % des foyers les plus aisés (ceux qui ont un revenu fiscal de référence de plus de 50 000 €)
En 2007, 7 076 contribuables disposant d'un revenu de plus de 97 500 € n'ont pas payé d'impôts, soit 1,4 % des contribuables de cette tranche ; ils n'étaient que 5 100 en 2006 et 3 500 en 2005.
36 % de la recette de l'Impôt sur le Revenu est fournie par 1,9 % des foyers les plus aisés (ceux qui possèdent plus de 100 000 € de revenu imposable par foyer) :
| Décile                        | Nombre de foyers | % de foyer | Limite de revenu imposable par foyer |
| ----------------------------- | ---------------- | ---------- | ------------------------------------ |
| 0,05 (0,5 % de l'impôt payé)  | 199              | 0,0005     | 5 840 000                            |
| 0,1 (1 % de l'impôt payé)     | 629              | 0,002      | 3 070 000                            |
| 0,5 (5 % de l'impôt payé)     | 9470             | 0,03       | 692 000                              |
| 1 (10 % de l'impôt payé)      | 32 800           | 0,09       | 386 000                              |
| 2 (20 % de l'impôt payé)      | 170 000          | 0,46       | 194 000                              |
| 3 (30 % de l'impôt payé)      | 323 000          | 0,87       | 166 000                              |
| 4 (40 % de l'impôt payé)      | 1 110 000        | 3          | 93 500                               |
| 5 (la moitié de l'impôt payé) | 2 140 000        | 5,8        | 76 800                               |
| 6 (60 % de l'impôt payé)      | 3 210 000        | 8,7        | 60 000                               |
| 7 (70 % de l'impôt payé)      | 5 050 000        | 13,6       | 46 300                               |
| 8 (80 % de l'impôt payé)      | 7 990 000        | 21,5       | 37 000                               |
| 9 (90 % de l'impôt payé)      | 14 900 000       | 40,2       | 27 000                               |
| 10 (100 % de l'impôt payé)    | 18 000 000       | 48,5       | 0                                    |
| Foyers non imposés            | 19 000 000       | 51,5       |                                      |